# Jüdischer Friedhof (Vollmerz)
Der Jüdische Friedhof Vollmerz ist ein Friedhof in Vollmerz, einem Stadtteil von Schlüchtern im Main-Kinzig-Kreis in Hessen.
Der 660 m² große jüdische Friedhof liegt am westlichen Ortsrand. Über die Anzahl der Grabsteine liegen keine Angaben vor.

## Geschichte
Wann der Friedhof angelegt wurde, ist unbekannt. Die letzte Beisetzung fand im Jahr 1940 statt.